# Bogdánd
Bogdánd (románul Bogdand) falu Romániában Szatmár megyében, Szilágycsehtől 21 km-re nyugatra, Szatmárnémetitől és Zilahtól egyaránt 60 km-re.

## Története

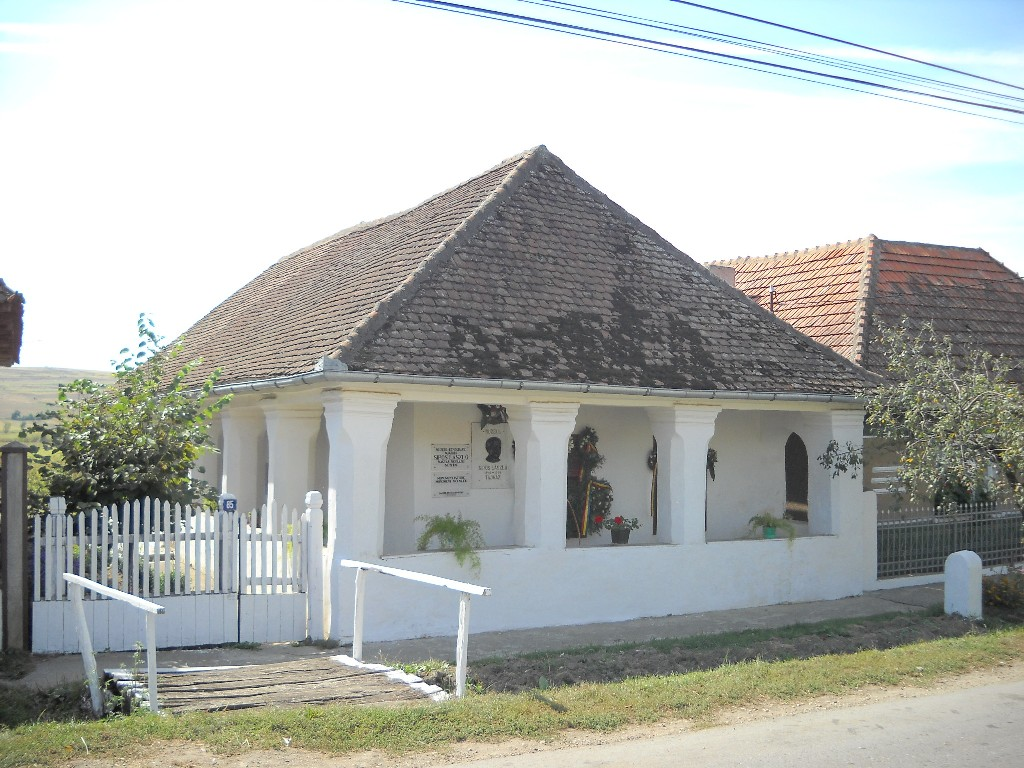
A falumúzeum

Bogdánd nevét az oklevelek 1383-an említették először, Bogdand néven. 1454-ben Magdand, 1475-ben Bagdan, 1543-ban Baghdand, 1547-ben Bogdan, 1553-ban Bogdaan formában írták nevét.
1383-ban Mária királynő Jakcsi mester 5 fiának; Györgynek, Istvánnak, Andrásnak, Dénesnek és Dávidnak adományozta. Később a birtokot Jakcsi László Drágfi Bertalannak zálogosította el. 1451-ben egy birtokperben Kusalyi Jakcs László fiai András és László ellenében Báthory Szaniszló fiának, Báthori (Szaniszlófi) Istvánnak ítélték. 1543-ban a birtok Jakcsi Mihály és panaszi Pázmány Péter között oszlott meg. 1505-ben Kusalyi Jakcs László és neje Krisztina és fiuk György itteni birtokrészüket elzálogosították Bélteki Drágfi Györgynek és Jánosnak. 1570-ben I. Miksa király új adományul Jakcsi Boldizsárnak és Kusalyi Jakcs Mihálynak adta a birtokot. 1703-ban Wesselényi István Közép-Szolnok megyei főispán birtokának írták.
1890-ben végzett összeíráskor 840 lakosa volt, melyből 831 magyar, 9 oláh, ebből 8 görögkatolikus, 816 református, 16 izraelita. A házak száma 195.
A 20. század elejei feljegyzések a falu jellegzetességeként írták le a házak ablakainak rikító kék színre festését, és több helyen a házak tövét is kék sáv futotta körül.
A Kőtető hegycsúcson a 20. század elején még kivehető volt egy 40 méter hosszú, és 25-30 méter széles négyszögű vár alapfala is. A néphagyomány ennek eredetét a 13. század, és a 14. század körüli időkre tette.
Földházak nevű határrészéről azt tartották, hogy az a tatárok idején lakott hely volt.
A 2011-es népszámlálás szerint 948 lakosa volt, ebből 926 magyar anyanyelvű.

## Nevezetességek
- Sipos László Magyar Néprajzi Múzeum
- Református temploma - 1470 körüli időkben már állott a fellelhető adatok alapján, azonban pontos építési ideje nem ismert. Kőtornyát 1863-ban kezdték építeni.

## Népviseletek, népszokások
Bogdánd férfi lakosainak nyári öltözete még az 1800-as évek végén, 1900-as évek elején is határtalanul bő, ránczos gatya, fehér perklis ing, elöl cifrázott, sötétkék mellény és szalmakalap volt. A legények szalmakalapján kék szalag futott körbe, s kakastoll díszítette. A férfiak télen "kozsókot", fehér gubát és sapkát vagy csárdás kalapot viseltek. A lábbelijük télen-nyáron a csizma; bocskort csak szántáskor kötöttek.
A nők számtalan ráncú, csinos pendelyt, cifrázott mellényt, fekete alapszínű s rózsásszélű rojttal díszített hosszú nyakkendőt viseltek, melyet a derékon úgy kötöttek át, hogy a rojt csaknem lábikráig ért, valamint fekete alapszínű, virágos szélű rojtnélküli fejkendőt, hosszú és széles, szépen ránczolt kötőt, könyökig érő, hullámokba vasalt nagy buggyú, s a könyöknél a karhoz feszült ingujjat.
A lányok öltözete is hasonló volt, csak a nyak- és fejkendő rikító színe ütött el a férjes nők ruházatától.